# Bieżta
Bieżta (ros. Бежта) – wieś w Rosji, w Dagestanie, w rejonie cuntyńskim. W 2010 liczyła 3502 mieszkańców, głównie Awarów.

## Urodzeni
- Dżałałudin Kurbanalijew - zapaśnik.
- Magomied Kurbanalijew - zapaśnik.